# کمیک‌های اکشن (شماره اول)
شماره اول کمیک‌های اکشن (به انگلیسی: Action Comics #1) یک کتاب مصور است که در ۱۸ آوریل ۱۹۳۸ توسط جو شوستر و جری سیگل خلق شد. شهرت گسترده این کمیک به دلیل اولین حضور نخستین شخصیت دی سی کامیکس، سوپرمن است. این کمیک تا سال ۲۰۱۴ موفق به فروش بیش از ۳ میلیون دلار شد و رکورد گران‌قیمت‌ترین کمیک جهان را برای چند سال به دست آورد. همچنین کاور این جلد یکی از مشهورترین و پر ارجاع‌ترین کاورهای فانتزی است و سوپرمن را به نمایش می‌گذارد که یک ماشین سبز را بلند کرده است.

## سلطنت سوپرمن
جالب است بدانید که پنج سال قبل از این کمیک، خالقین این شخصیت یک سوپرمن شرور خلق کرده بودند! این داستان تحت عنوان سلطنت سوپرمن که به صورت رمان در سال ۱۹۳۳ به چاپ رسید، داستانی یک شخصیت شرور قدرتمندی به نام سوپرمن را روایت می‌کرد.

## در رسانه‌ها
در رسانه‌ها اشارات فراوانی به این کمیک شده است که به خصوص به بازآفرینی آن در تعدادی از کاورهای کمیک استریپ منتهی می‌شود. برخی از شناخته شده‌ترین آنان عبارت است از:
- در بازی‌های سوپرمن: مرد پولادین و بازگشت سوپرمن بازیکن می‌تواند در انتها، لباس کلاسیک سوپرمن (مربوط به این جلد) را بر تن کند.
- در سال ۲۰۱۸ کمپانی برادران وارنر از نسخه آپدیت شده بازی بی‌عدالتی ۲ برای گوشی‌های هوشمند رونمایی کرد که به مناسبت هشتادمین سالگرد این کمیک، لباس مخصوص این کمیک را به همراه گرافیک دو بعدی منتشر کرد.